# George Macartney
George Macartney 1er comte de Macartney (Vescompte Macartney de Dervock, Baró de Lissanoure, Baró Macartney de Parkhurst i Auchinleck, i Lord Macartney), (1737-1806), va ser un dels més destacats diplomàtics britànics i procònsols de la seva època. La seva carrera el va portar a Rússia, les Índies Occidentals, Índia, Itàlia i Sud-àfrica. Primer ambaixador britànic a la Xina durant el regnat de l'emperador Qianlong de la dinastia Qing.

## Biografia
Va néixer el 3 de maig de 1737 a Lissanoure, comtat de Antrim a Irlanda del Nord, unic fill de George Macartney i Elizabeth Winder, família d'escocesos-irlandesos
Va estudiar al Trinity College de Dublín, on va obtenir el títol el 1759. Posteriorment va fer una gira per Europa on va conèixer diversos intel·lectuals com el francès Rousseau i va entrar a treballar al ministeri de la Guerra amb Henry Fox.
El febrer de 1768 es va casar amb una filla del comte de Bute.
Els seus darrers anys els va passar retirat a Chiswick; on va gaudir de la companyia d'un gran cercle d'homes eminents, però molt disminuït pels sofriments a causa de la gota. Va morir el 31 de març de 1806 a Chiswick, Surrey, Anglaterra.

## Carrera política

### Parlament anglès i irlandès
L'abril del 1768 va entrar al Parlament britànic com a membre per Cockermouth; el juliol va passar al Parlament irlandès d'Armagh.

### Rússia
Poc després del seu retorn a casa el 1764, gràcies a l'amistat amb Lord Holland, va ser designat com enviat a la Cort de Caterina II, per negociar un tractat comercial amb Rússia

### Governador a Grenada
En 1775 es va convertir en governador de les illes caribenyes, Grenada, les Grenadines i Tobago.
Macartney va ser el governador de Grenada des de 1776 a 1779. Durant el seu govern, l'illa va ser atacada el juliol de 1779 per la flota reial francesa del Comte d'Estaing. Després de perdre el control de les fortificacions a l'Hospital Hill, Macartney va optar per rendir-se incondicionalment.

### Governador a Madràs
El 22 de juny 1781 va arribar a Madràs (actual Chennai) com a governador, càrrec que va ocupar durant més de quatre anys. El poder britànic a l'Índia en aquella època va passar per moments molt difícils; a causa de la guerra amb França, Holanda i les colònies americanes, els reforços militars eren escassos, i el sultà Haidar Ali, sultà de Mysore, va atacar als assentaments britànics en el Carnàtic.

### Ambaixador a la Xina

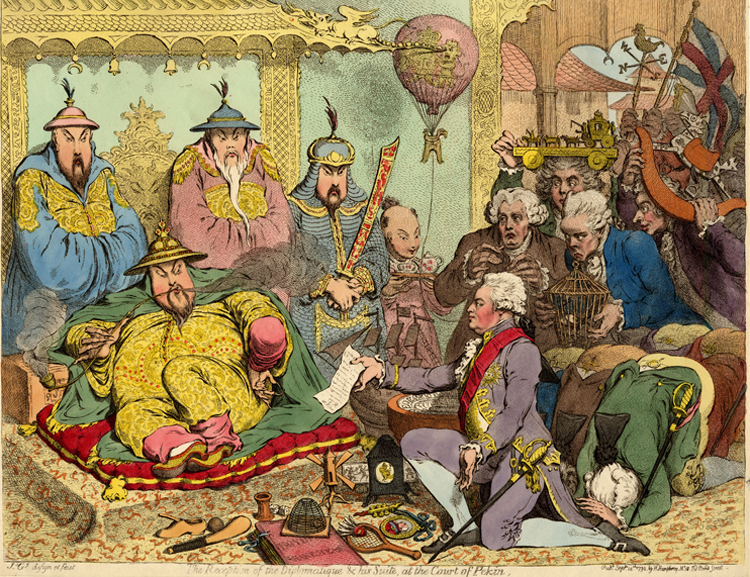
Caricatura de la recepció amb el govern xinès, publicada el 14 de setembre de 1792.

Quan Macartney enviat pel rei Jordi III d'Anglaterra va arribar a la Xina el 1793 per tractar d'ampliar les relacions comercials i les diplomàtiques a l'estil europeu, va topar amb les pràctiques de la dinastia Qing. Només la zona de - Guangzhou - amb magatzems (factories) reservats pels comerciants estrangers i la imposició de limitar les transaccions amb un grup concret de comerciants xinesos associats sota el nom de “Cohong”. Les empreses del Cohong tenien el monopoli del comerç exterior, i a part dels assumptes mercantils també s'encarregaven de controlar l'abonament dels drets i del bon comportament dels estrangers.
Malgrat l'interès d'arribar a la capital, Macartaney no va ser rebut a Pequín sino a Rehe o Jehol (actual Chengde a la província de Hebei) a 250 km de la capital, en una recepció organitzada per Heshen ministre de Qianlong. Hi ha diferents versions de si Macartney va arribar a complir amb el gestos rituals (“san-gui-jiu-kou”) que calia fer davant de l'emperador, i que obliga a agenollar-se tres cops i tocar nou cops el terra amb el cap, actuació que tots els mandataris estrangers tenien que complr si volien ser rebuts.
Des de l'òptica diplomàtica els xinesos van considerar que els regals enviats pel rei anglès eren un “tribut” procedent “d'un rei barbar” de l'altra part del món, i tampoc van donar cap valor a les propostes d'establir una representació britànica a Pequín ni ampliar el intercanvi comercial., que eren els objectius de la missió diplomàtica britànica.